# Salão Internacional de Banda Desenhada do Porto
O Salão Internacional de Banda Desenhada do Porto teve início em 1985 no Porto, realizando-se anualmente até 1989. A partir de então, o salão passou a ser bienal, tendo-se realizado a última edição em 2001.
Como um dos maiores eventos nacionais sobre banda desenhada, foi diretamente responsável pela divulgação de diversos autores e edição de publicações diversas, como as coleções Quadrado e Quadradinho.
Em 2005 realizou-se uma edição virtual do festival, para comemorar o vigésimo aniversário do evento.